# Gaio Aquilio Gallo
Gaio Aquilio Gallo (in latino Gaius Aquilius Gallus; II secolo a.C. – I secolo a.C.) è stato un politico e giurista romano.
Nel 66 a.C. fu nominato pretore. Esperto giureconsulto, introdusse la stipulazione aquiliana come strumento di risoluzione delle controversie sinallagmatiche. Studiò anche determinate fattispecie di truffa, codificate con il procedimento de dolo malo (actio de dolo).
Fu arbitro fra Cicerone e Gaio Calpurnio Pisone in una querela per un'azione di rivendicazione fondata sull'interdetto de vi armata.
Seguace e allievo di Quinto Muzio Scevola il Pontefice, fu tra i giureconsulti muciani (contrapposti ai serviani di Servio Sulpicio Rufo).